# Татхил, Уильям
Уильям Бернет Татхил (англ. William Burnet Tuthill, 1855[…] — 25 августа 1929) — американский архитектор. Наиболее известен проектом Карнеги-холла.

## Биография
Родился 11 февраля 1855 года в Хобокене (Нью-Джерси). В 1875 году окончил Городской колледж Нью-Йорка. Проходил стажировку у Ричарда Морриса Ханта, а в 1878 году начал самостоятельную практику в городе. Позже ему была присвоена степень магистра.
Был основателем Архитектурной лиги Нью-Йорка и входил в состав художественной комиссии Колумбовой выставки в Чикаго в 1893 году. Читал лекции по истории архитектуры и акустике для Колумбийского университета, Университета Цинциннати и Нью-Йоркского городского совета по образованию. В течение тридцати шести лет был секретарём и управляющим Общества оратории Нью-Йорка.